# Convoluta enelitta
Convoluta enelitta är en plattmaskart som beskrevs av Antonius 1968. Convoluta enelitta ingår i släktet Convoluta och familjen Convolutidae.
Artens utbredningsområde är Röda havet. Inga underarter finns listade i Catalogue of Life.